# Termeno sulla Strada del Vino
Termeno sulla Strada del Vino (Tramin an der Weinstrasse) é uma comuna italiana da região do Trentino-Alto Ádige, província de Bolzano, com cerca de 3.194 habitantes. Estende-se por uma área de 19 km², tendo uma densidade populacional de 168 hab/km². Faz fronteira com Amblar (TN), Caldaro sulla Strada del Vino, Coredo (TN), Cortaccia sulla Strada del Vino, Egna, Montagna, Ora, Sfruz (TN), Vadena.

## Demografia
| Variação demográfica do município entre 1861 e 2011                               |
|                                                                                   |
| Fonte: Istituto Nazionale di Statistica (ISTAT) - Elaboração gráfica da Wikipedia |